# Micromonodon atlator
Micromonodon atlator là một loài tò vò trong họ Ichneumonidae.